# Buchhain
Buchhain is een plaats in de Duitse gemeente Doberlug-Kirchhain, deelstaat Brandenburg, en telt 409 inwoners.

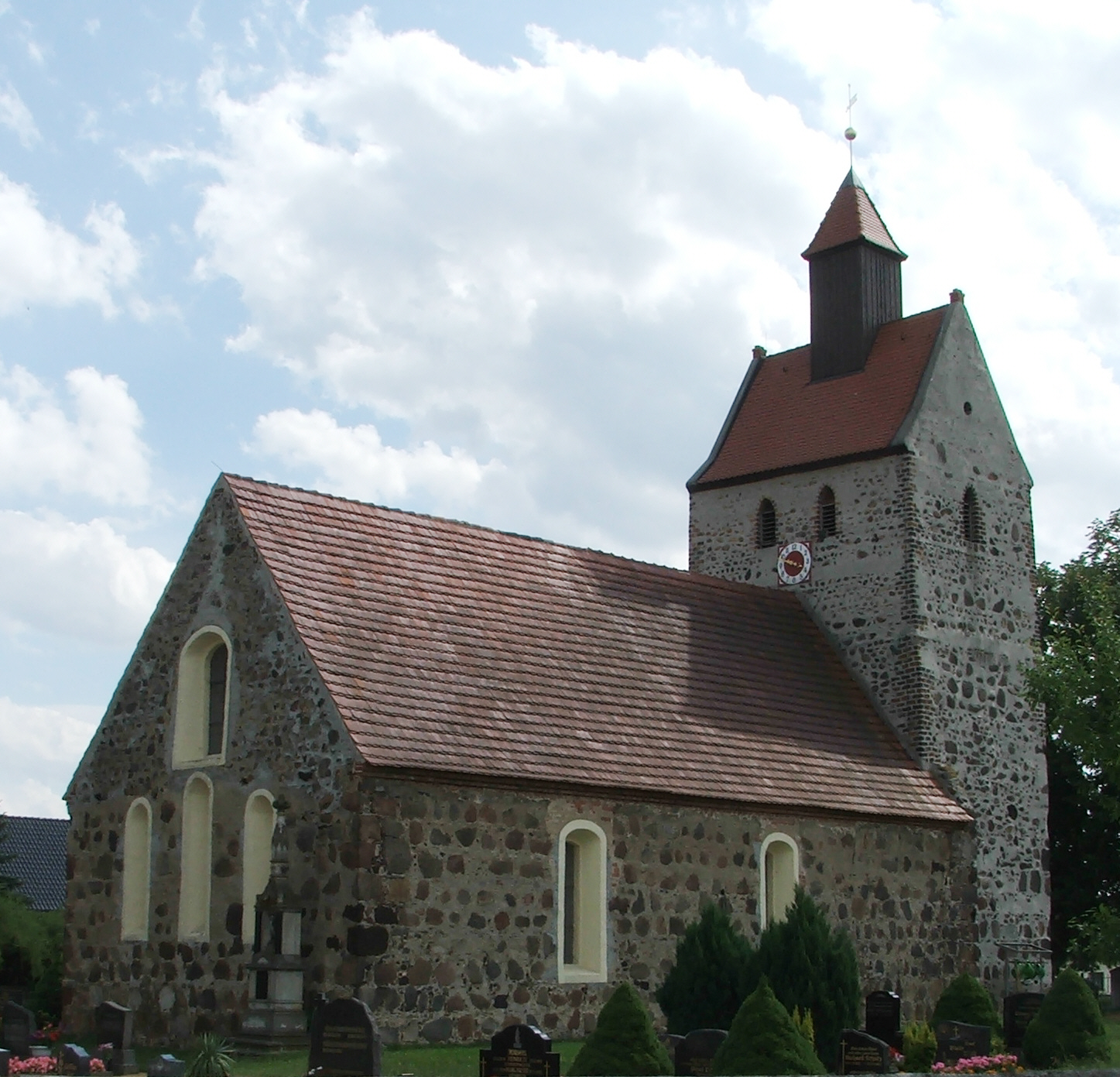
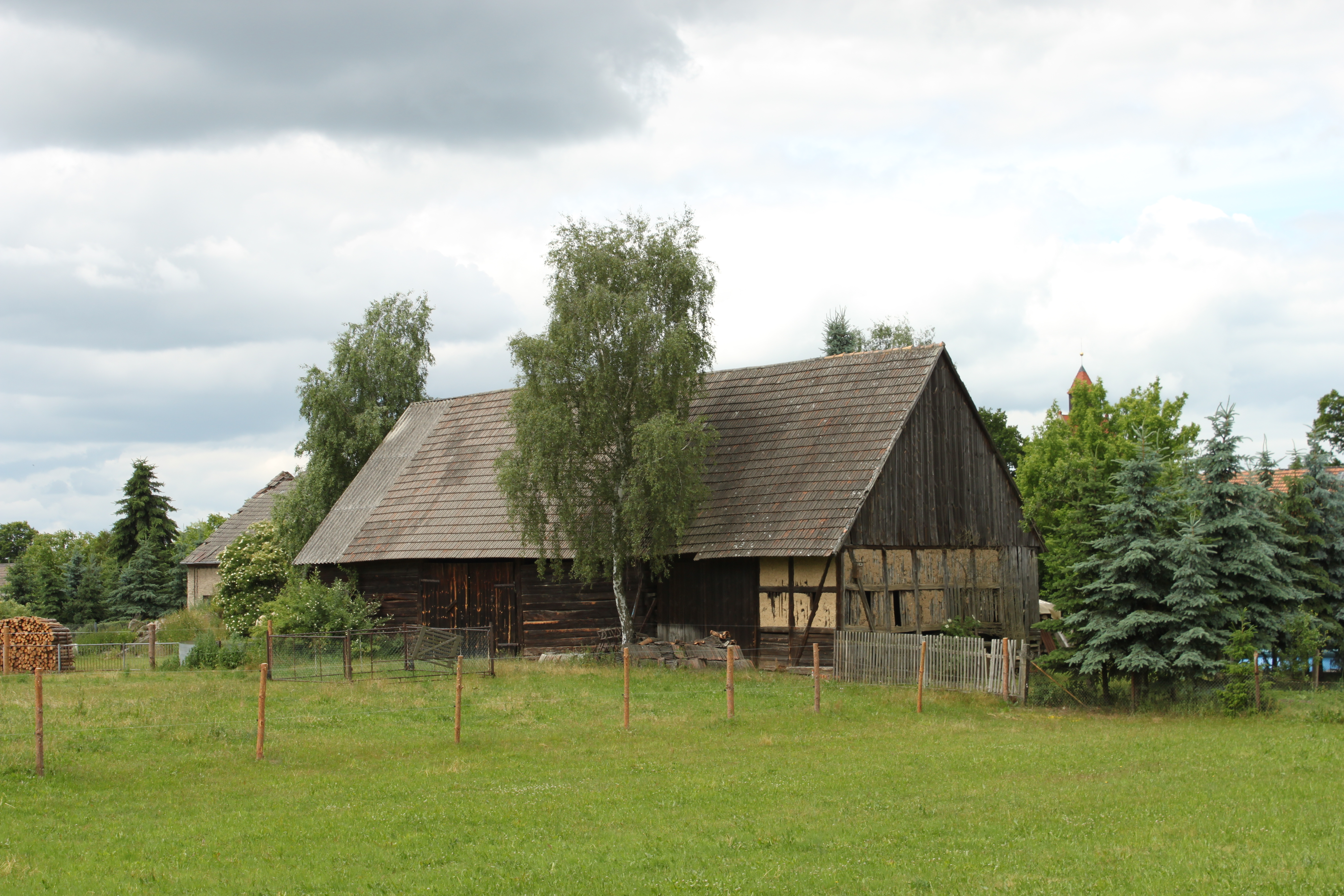
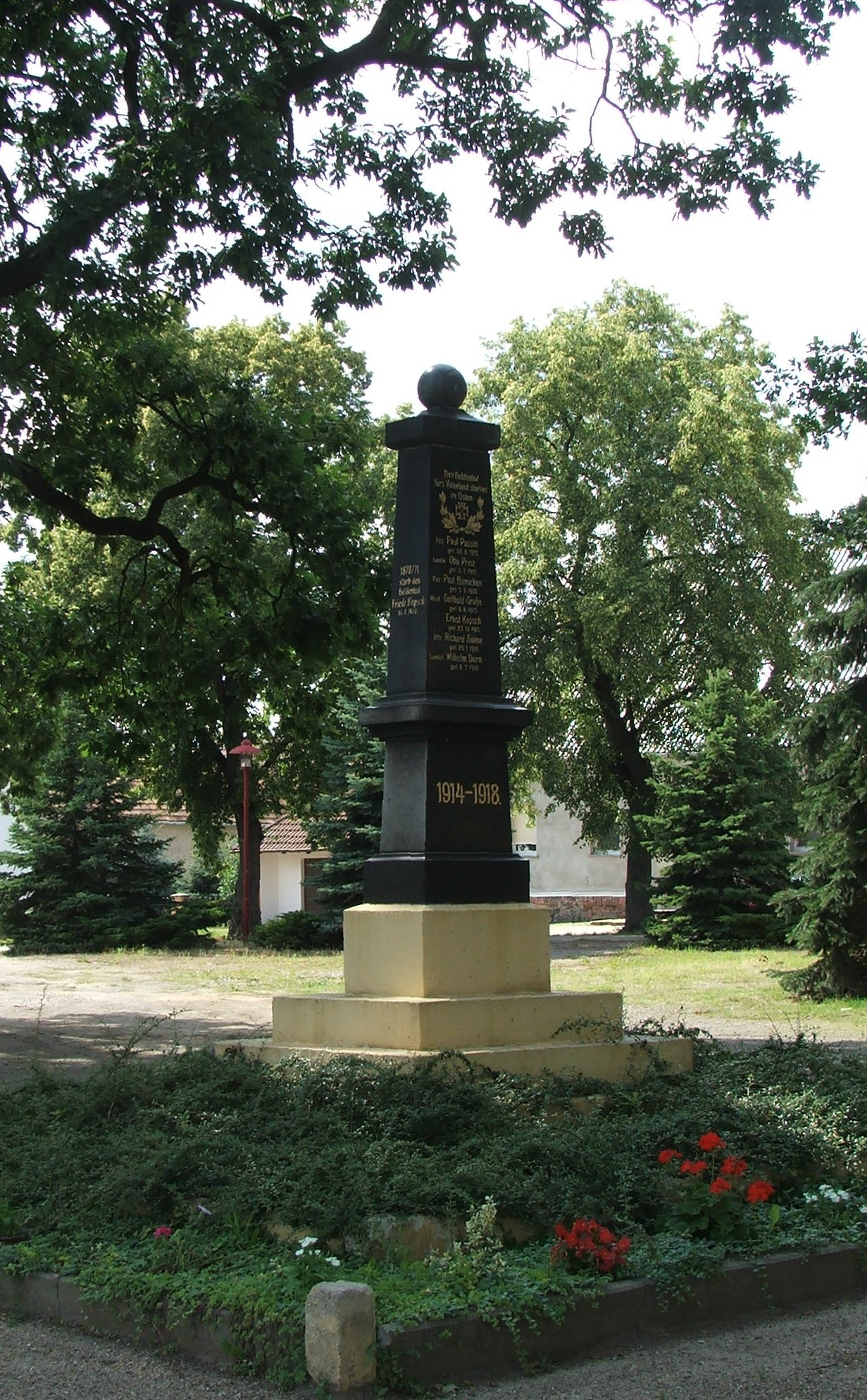